# Liste der Kulturgüter in Buchs SG
Die Liste der Kulturgüter in Buchs SG enthält alle Objekte in der Gemeinde Buchs im Kanton St. Gallen, die gemäss der Haager Konvention zum Schutz von Kulturgut bei bewaffneten Konflikten, dem Bundesgesetz vom 20. Juni 2014 über den Schutz der Kulturgüter bei bewaffneten Konflikten sowie der Verordnung vom 29. Oktober 2014 über den Schutz der Kulturgüter bei bewaffneten Konflikten unter Schutz stehen.
Objekte der Kategorie A sind im Gemeindegebiet nicht ausgewiesen, Objekte der Kategorie B sind vollständig in der Liste enthalten, Objekte der Kategorie C fehlen zurzeit (Stand: 1. Januar 2023).

## Kulturgüter
| Foto |                                                                        | Objekt                                             | Kat. | Typ | Standort                                          | Beschreibung |
| ---- | ---------------------------------------------------------------------- | -------------------------------------------------- | ---- | --- | ------------------------------------------------- | ------------ |
| ja   | Datei hochladen · Wikidata zu Gasthaus Traube (Q29786404)              | Gasthaus Traube KGS-Nr.: 08110                     | B    | G   | St. Gallerstrasse 7 753954 / 225827               |              |
| ja   | Datei hochladen · Wikidata zu Katholische Kirche Herz Jesu (Q29786405) | Katholische Kirche Herz Jesu KGS-Nr.: 14012        | B    | G   | Pfrundgutstrasse 5, 5.1, 5.2, 5.3 754064 / 225659 |              |
| ja   | Datei hochladen · Wikidata zu Empfangsgebäude Buchs (Q127700801)       | Bahnhof mit Lokremise und Stellwerk KGS-Nr.: 16673 | B    | G   | Bahnhofplatz 3, 3.5, 4, 4a 754630 / 226157        |              |